# Ellie Bamber
Eleanor Elizabeth Bamber (Surrey, 2 de fevereiro de 1997) é uma atriz britânica. Ela é conhecida por seus papéis nas séries da BBC Os Miseráveis (2018), The Trial of Christine Keeler (2019–2020) e The Serpent (2021), e na série Disney+ Willow (2022). Ela apareceu no filme Animais Noturnos (2016), de Tom Ford.

## Biografia
Bamber nasceu em Surrey, Inglaterra, e tem um irmão mais novo, Lucas. Ela foi educada na Eagle House School, na Hawley Place School (Hurst Lodge School), onde recebeu uma bolsa de teatro, e no Wellington College para o Sixth Form.
Bamber fez sua estreia na televisão na minissérie A Mother's Son como Olivia. Ela fez sua estreia no cinema no filme da BBC The Falling.
Bamber estrelou como Lydia Bennet, a mais nova das irmãs Bennet em Orgulho e Preconceito e Zumbis, estrelando ao lado de Lily James, Douglas Booth, Sam Riley e Matt Smith.
Em 2016, Bamber apareceu em Animais Noturnos, de Tom Ford, interpretando a filha dos personagens de Jake Gyllenhaal e Isla Fisher, em um filme também estrelado por Amy Adams.
Em 2019, Bamber interpretou Cosette na série de televisão da BBC One, Os Miseráveis, com Dominic West e Olivia Colman.
Ela estrelou a série de televisão da BBC One, The Trial of Christine Keeler como Mandy Rice-Davies ao lado de Sophie Cookson e James Norton e teve um papel principal na aclamada série dramática da BBC de 2021, The Serpent.

## Filmografia

### Cinema
| Ano  | Título                            | Papel                   | Notas       |
| ---- | --------------------------------- | ----------------------- | ----------- |
| 2014 | The Falling                       | Schoolgirl              |             |
| 2016 | Pride and Prejudice and Zombies   | Lydia Bennet            |             |
| 2016 | Bring Back the Cat                | Tittie Ellison          | Filme curto |
| 2016 | Animais Noturnos                  | India Hastings          |             |
| 2018 | O Quebra-Nozes e os Quatro Reinos | Louise                  |             |
| 2018 | High Resolution                   | Erin                    |             |
| 2018 | The Seven Sorrows of Mary         | Mary                    |             |
| 2019 | Extracurricular Activities        | Mary Alice Walker       |             |
| 2020 | The Show                          | Becky Cornelius         |             |
| 2023 | The Sniper's Daughter             | Grainne McCrea          |             |
| 2023 | Red, White & Royal Blue           | Princess Beatrice "Bea" |             |

### Televisão
| Ano       | Título                        | Papel              | Notas                           |
| --------- | ----------------------------- | ------------------ | ------------------------------- |
| 2012      | A Mother's Son                | Olivia             | Minissérie de TV, 2 episódios   |
| 2015      | The Musketeers                | Martine            | Episódio: "The Prodigal Father" |
| 2016      | The Fashion Fund              | Herself            | Episódio: "Winner Announced"    |
| 2018      | Os Miseráveis                 | Cosette            | Elenco principal, 3 episódios   |
| 2019–2020 | The Trial of Christine Keeler | Mandy Rice-Davies  | Elenco principal, 6 episódios   |
| 2021      | The Serpent                   | Angela Knippenberg | 8 episódios                     |
| 2022      | Willow                        | Dove/Elora Danan   | Elenco principal                |